# Christophe Barthès
Pour les articles homonymes, voir Barthès.
Christophe Barthès, né le 12 octobre 1966 à Carcassonne (Aude), est un homme politique français.
Membre du Front national (FN) devenu Rassemblement national depuis 2018, il est élu député dans la 1re circonscription de l'Aude lors des élections législatives de 2022.
Il est également conseiller régional du Languedoc-Roussillon puis d'Occitanie depuis 2010, réélu en 2015 puis en 2021, et conseiller municipal de Trèbes depuis 2014, réélu en 2020.

## Biographie

### Parcours politique

#### Débuts en politique
Issu d'une famille de droite originaire d'Algérie française, Christophe Barthès s'initie à la politique auprès de sa mère, cadre locale du RPR. À ses côtés, il participe aux campagnes de Raymond Chesa, qu’il décrit comme son modèle d’homme politique. En 1993, il prend part à l’élection à l’Assemblée de Gérard Larrat. Proche de la mouvance de Charles Pasqua, il quitte le RPR en 1997, troublé par la dissolution de l'Assemblée nationale par Jacques Chirac en laquelle il voit un « calcul politique » visant à sa réélection.
Christophe Barthès adhère à l'Union pour un mouvement populaire (UMP) pendant moins d'un an. Il vote Jean-Marie Le Pen à l'élection présidentielle de 2002, puis adhère au Front national en 2007.

#### Fonctions d'élu local
Il est candidat et élu aux régionales pour le FN en 2010 sur la liste de France Jamet, en 2015 sur la liste de Louis Aliot et enfin en 2021 pour le RN sur la liste de Jean-Paul Garraud. À la région, il siège aux commissions « Agriculture, agroalimentaire et viticulture » et « Eau et prévention des risques ».
Aux élections départementales, il se porte candidat dans le canton de Peyriac-Minervois en 2011, supprimé par la réforme territoriale, puis dans le canton de la Montagne d'Alaric en 2015 et 2021, mais le binôme qu'il forme avec Régine Pont est battu par le binôme présenté par le Parti socialiste.
Il est candidat aux élections municipales à Trèbes en 2014 et est élu conseiller à cette occasion. Il est réélu en 2020.
Il est également candidat pour le RN aux sénatoriales de 2020, mais n'est pas élu.
Le soir des attaques du 23 mars 2018 à Carcassonne et Trèbes, Christophe Barthès signe un communiqué intitulé « Vivre ensemble : des morts, des morts, des morts ». Quinze jours après, il est à l’initiative d’un rassemblement à Carcassonne pour rendre hommage aux victimes. Il attribue à la gauche locale, au pouvoir dans la région, une part de responsabilité, invitant le président de Carcassonne Agglo à s’intéresser « à ce qui se passe dans les centres sociaux et les maisons de quartier qu’il finance » : Mediapart évoque « des insinuations graves et répétées, mais jamais étayées ».
En décembre 2018, après les inondations d'octobre dans l'Aude qui font quinze morts, dont six à Trèbes, il crée le Comité associatif des victimes des inondations de Trèbes, au sein duquel il prétend représenter les familles de victimes. Il accuse l’équipe municipale d’avoir « abandonné les Trébéens » et dépose plainte en février 2020 contre le maire de Trèbes pour « homicide involontaire et mise en danger d’autrui », un mois avant l’élection municipale à laquelle il s’est aussi porté candidat.

#### Élection au mandat de député
Le 19 juin 2022, lors des élections législatives de 2022, il remporte le second tour de la première circonscription de l'Aude avec 53,56 % des voix. Il est élu député et succède à Danièle Hérin (LREM), alors que le Rassemblement national remporte les trois circonscriptions du département. Il était également candidat dans cette circonscription en 2017, mais s'était incliné au second tour avec 41,35 % des suffrages.
En dehors de la politique, Christophe Barthès est agriculteur et viticulteur.
Il est assigné aux Prud'hommes par son ex-collaborateur parlementaire, licencié en juin 2023, qui obtient en novembre 2024 sa condamnation au versement de deux mois de salaire.
Il lance dans l'Aude en octobre 2023 le « RPR » avec une dizaine d'élus LR. Le lancement de ce micro-parti, qui autorise la double adhésion, vise à attirer vers le RN d'anciens cadres locaux de la droite.
Le 7 juillet 2024, il est réélu député de l'Aude lors du second tour des élections législatives anticipées dans la première circonscription de l'Aude avec 61,44 % des voix. Son suppléant est Édouard Jordan, conseiller municipal de la majorité municipale de Carcassonne, exclu du parti Les Républicains dont il était le secrétaire départemental.

#### Élections municipales de 2026
En janvier 2024, Christophe Barthès annonce sa candidature pour briguer la mairie de Carcassonne en 2026.

## Prises de positions

### Climato-dénialisme
En avril 2023, dans les colonnes du journal Le Monde, Christophe Barthès tient des positions relativisant l'origine anthropique du dérèglement climatique : « Il y a des scientifiques qui disent que l'homme n'y est pour rien, mais est-ce qu'on leur laisse la parole ? », amenant Le Monde à considérer que les sujets environnementaux restent des « impensés lepénistes ». L'argumentaire du député vise à opposer le « bon sens paysan » au « catastrophisme » des scientifiques.
Habitué à publier sur les réseaux sociaux des commentaires moquant les écologistes, Christophe Barthès met à nouveau en cause en janvier 2024 l'existence du réchauffement climatique et l'expertise des scientifiques du GIEC en raison d'un record de froid enregistré en Suède. Le HuffPost relève à ce sujet que la confusion entre météo et climat est courante dans les milieux climatodénialistes.

## Affaires judiciaires et polémiques

### Insultes sexistes
Le 26 janvier 2024, avec les deux autres députés RN de l'Aude Frédéric Falcon et Julien Rancoule, il pose à Narbonne devant une pancarte sur laquelle est indiqué « Va faire la soupe, salope », insulte misogyne adressée aux élues écologistes Sandrine Rousseau et Marine Tondelier. Photo prise par le Délégué Départemental RN de l'Aude, Maxime Bot. Cette première indique avoir effectué le 29 janvier « une demande de sanction auprès de la présidence de l’Assemblée nationale », après avoir déposé plainte contre ces propos sexistes,,.

### Intimidation de journaliste
En 2024, le journal l'Indépendant rapporte que les trois candidats RN Julien Rancoule, Frédéric Falcon et Christophe Barthès, furieux que leur parti soit qualifié « d'extrême-droite », ont pris à partie l'un de ses journalistes et mis fin à une conférence de presse.